# Ledňáček hedvábný
Ledňáček hedvábný (Tanysiptera galatea) je druh lednáčka, který obývá Novou Guineu a Moluky. Druh popsal roku 1859 George Robert Gray a pojmenoval ho podle řeckého výrazu tanusipteros (dlouhoperý) a legendární nymfy Galathey.

## Popis
Ledňáček hedvábný dosahuje délky okolo 33 cm (43 cm včetně ocasu), váží 55–70 gramů. Horní část těla a hlavy je zbarvena tyrkysově a černě, břicho je bílé, prodloužená ocasní pera s praporky na koncích jsou modrá a bílá, zobák je rumělkově červený. Obývá deštné pralesy v nadmořské výšce pod 500 metrů. Hnízda si staví v termitištích, žije párovým a teritoriálním způsobem života, samička snáší mezi listopadem a březnem okolo pěti vajec. Potravu ledňáčka hedvábného tvoří převážně hmyz, žížaly, stonožky a ještěrky, které loví v podrostu a spadaném listí. Je hojný a obývá rozlehlé území, proto byl vyhodnocen jako málo dotčený taxon. Pro obyvatele Papuy Nové Guiney je populárním národním symbolem.

## Systematika
Ledňáček hedvábný patří do rodu stromových ledňáčků Tanysiptera. Vytváří patnáct geografických poddruhů:
- Tanysiptera galatea acis Wallace, 1863
- Tanysiptera galatea boanensis Mees, 1964
- Tanysiptera galatea browningi Ripley, 1983
- Tanysiptera galatea brunhildae Jany, 1955
- Tanysiptera galatea doris Wallace, 1862
- Tanysiptera galatea emiliae Sharpe, 1871
- Tanysiptera galatea galatea G. R. Gray, 1859
- Tanysiptera galatea margarethae Heine, 1860
- Tanysiptera galatea meyeri Salvadori, 1889
- Tanysiptera galatea minor Salvadori & d'Albertis, 1875
- Tanysiptera galatea nais G. R. Gray, 1861
- Tanysiptera galatea obiensis Salvadori, 1877
- Tanysiptera galatea rosseliana Tristram, 1889
- Tanysiptera galatea sabrina G. R. Gray, 1861
- Tanysiptera galatea vulcani Rothschild & Hartert, 1915